# Catarina Molder
Catarina Vieira Molder é uma cantora lírica portuguesa. Filha do fotógrafo Jorge Molder e da professora universitária e ensaísta Maria Filomena Molder.
Tem o curso superior de Canto pela Escola Superior de Música de Lisboa e uma pós-graduação em canto pela Hochschule für Musik und Theater de Hamburgo, como bolseira do Governo alemão e da Fundação Calouste Gulbenkian.
Participou em diversas produções de ópera, como: Fidalma (Teatro Nacional de São Carlos, 2000), Doctor Fausto in Nefertiti, ópera contemporânea de José Júlio Lopes (Teatro da Trindade, 2000), Geraldine (A Hand of Bridge, Samuel Barber, 2001) mãe, casinha de Chocolate (Teatro da Trindade, 2003), Musetta (Teatro Micaelense, 2005) Donna Elvira (Cine-Teatro Castelo Branco,2007), Suor Angélica (Teatro Aveirense, 2008), Micaela(Cármen, Teatro Aveirense, 2009),1ª Dama (Flauta Mágica, Castelo de São Jorge, 2010, 2011, Sintrartes, 2013) , Jérémy Fisher, Jodi (ópera moderna de Isablle Aboulker, CCB e TNSJ 2010), Mimi (La Bohème, São Luiz e Ópera no Intendente, 2012) , Tosca (Tosca, Fábrica do Braço de Prata).
Participou ainda em vários recitais com piano e música de câmara e galas de ópera no Festival Internacional de Música de Macau e nos principais Festivais de música portugueses como o Festival Internacional de Música de Leiria, Festival Internacional de música de Coimbra, Festival de Música da Guarda, Festival Music-Atlântico nos Açores.
Fundou em 2009 a Companhia de Ópera do Castelo, de que é Diretora Artística.
Criou, apresentou e atuou na série televisiva Super Diva - ópera para todos, que conquistou o prémio da Sociedade Portuguesa de Autores, em 2013, para melhor programa de entretenimento.
1. ↑  «Catarina Molder». www.catarinamolder.net. Consultado em 22 de março de 2023